# Cantone di Scey-sur-Saône-et-Saint-Albin
Il Cantone di Scey-sur-Saône-et-Saint-Albin è una divisione amministrativa dell'arrondissement di Vesoul.
A seguito della riforma approvata con decreto del 17 febbraio 2014, che ha avuto attuazione dopo le elezioni dipartimentali del 2015, è passato da 26 a 47 comuni. La fusione di 3 comuni alla fine del 2015 ha poi ridotto il numero degli stessi a 45.

## Composizione
I 26 comuni facenti parte prima della riforma del 2014 erano:
- Aroz
- Baignes
- Bourguignon-lès-la-Charité
- Boursières
- Bucey-lès-Traves
- Chantes
- Chassey-lès-Scey
- Chemilly
- Clans
- Ferrières-lès-Scey
- Grandvelle-et-le-Perrenot
- Lieffrans
- Mailley-et-Chazelot
- Neuvelle-lès-la-Charité
- Noidans-le-Ferroux
- Ovanches
- Pontcey
- Raze
- Rosey
- Rupt-sur-Saône
- Scey-sur-Saône-et-Saint-Albin
- Traves
- Velleguindry-et-Levrecey
- Velle-le-Châtel
- Vy-le-Ferroux
- Vy-lès-Rupt

Dal 2015 i comuni appartenenti al cantone sono passati a 47 quindi a 45 per effetto della fusione tra i comuni di Greucourt, Le Pont-de-Planches e Vezet per formare il nuovo comune di La Romaine.:
- Aroz
- Baignes
- Les Bâties
- Beaujeu-Saint-Vallier-Pierrejux-et-Quitteur
- Bourguignon-lès-la-Charité
- Boursières
- Bucey-lès-Traves
- Chantes
- La Chapelle-Saint-Quillain
- Chassey-lès-Scey
- Chemilly
- Clans
- Étrelles-et-la-Montbleuse
- Ferrières-lès-Scey
- Frasne-le-Château
- Fresne-Saint-Mamès
- Fretigney-et-Velloreille
- Grandvelle-et-le-Perrenot
- Lieffrans
- Mailley-et-Chazelot
- Mercey-sur-Saône
- Motey-sur-Saône
- Neuvelle-lès-la-Charité
- Noidans-le-Ferroux
- Oiselay-et-Grachaux
- Ovanches
- Pontcey
- Raze
- La Romaine
- Rosey
- Rupt-sur-Saône
- Saint-Gand
- Sainte-Reine
- Scey-sur-Saône-et-Saint-Albin
- Seveux
- Soing-Cubry-Charentenay
- Traves
- Vaux-le-Moncelot
- Velle-le-Châtel
- Velleguindry-et-Levrecey
- Vellemoz
- Vellexon-Queutrey-et-Vaudey
- La Vernotte
- Vy-le-Ferroux
- Vy-lès-Rupt